# 陈镜明
陈镜明，中华人民共和国教育部长江学者讲座教授，加拿大皇家科学院院士，约克大学客座教授，南京大学国际地球系统科学研究所所长，主要从事定量遥感、地球环境和气候变化研究。